# Norra Savolax välfärdsområde
Norra Savolax välfärdsområde (finska: Pohjois-Savon hyvinvointialue) är ett av de 21 välfärdsområdena i Finland. Välfärdsområdet grundades som en del av reformen som berör social- och hälsovården och räddningsväsendet i Finland, och det omfattar samma område som landskapet Norra Savolax.

Norra Savolax välfärdsområde.

## Kommuner
Norra Savolax välfärdsområde består av 19 kommuner varav fem städer (markerade med fet stil):

- Idensalmi
- Jorois
- Kaavi
- Keitele
- Kiuruvesi
- Kuopio
- Lapinlax
- Leppävirta
- Pielavesi
- Rautalampi
- Rautavaara
- Siilinjärvi
- Sonkajärvi
- Suonenjoki
- Tervo
- Tuusniemi
- Varkaus
- Vesanto
- Vieremä

I oktober 2022 fanns det tillsammans 247 954 invånare i området.

## Tjänster
Från och med 1 januari 2023 överförs ansvaret för att ordna social- och hälsovårdstjänsterna och räddningsväsendet från kommuner och samkommuner till välfärdsområdena. Enligt lag ska kommuners och samkommuners gällande avtal överföras till välfärdsområden.

### Sjukvård
Alla kommuner i Norra Savolax välfärdsområde förutom Jorjois tillhör Norra  Savolax sjukvårdsdistrikt. Områdets centralsjukhus är Kuopio universitetssjukhus. 

### Räddningsverk
Norra Savolax räddningsverk är verksamma i Norra Savolax välfärdsområde.

## Beslutsfattande

### Välfärdsområdesvalet
Vid välfärdsområdesval utses välfärdsområdesfullmäktige för välfärdsområdena, som ansvarar för ordnandet av social- och hälsovården och räddningsväsendet från och med den 1 januari 2023. Välfärdsområdena har självstyre och den högsta beslutanderätten utövas av välfärdsområdesfullmäktige. Välfärdsområdesval förrättas samtidigt med kommunalval.
Det första välfärdsområdesvalet hölls den 23 januari 2022. Då valdes 69 personer till välfärdsområdesfullmäktige.

### Välfärdsområdesfullmäktige
Välfärdsområdesfullmäktige ansvarar för välfärdsområdets verksamhet och ekonomi. Fullmäktige fattar beslut om årsbudgeten, godkänner bokslutet och ansvarar för strategiska linjer.

### Mandatfördelning
| 6 | 13 | 4 | 7 | 21 |  | 5 | 12 |

| 22 | 47 |

| 6 | 15 | 4 | 4 | 23 | 6 | 11 |